# Split the Atom
Pour l'EP de Massive Attack, voir Splitting the Atom.
Split The Atom est le premier album du groupe de musique électronique Noisia.
L'album se présente sous trois formes distinctes, une version CD complète et deux EP en 45 tours : Vision EP composé de quatre morceaux orientés drum and bass et Division EP qui lui comporte quatre pistes electro/breakbeat.

## Liste des Morceaux

### CD
1. Machine Gun – 4:05
2. My World (feat. Giovanca) – 4:52
3. Shitbox – 0:57
4. Split The Atom – 5:42
5. Thursday – 3:45
6. Leakage – 1:32
7. Hand Gestures (feat. Joe Seven) – 3:10
8. Headknot – 1:32
9. Red Heat – 3:27
10. Shellshock (feat. Foreign Beggars) – 3:46
11. Whiskers – 1:10
12. Alpha Centauri – 3:59
13. Soul Purge (feat. Foreign Beggars) – 3:00
14. Diplodocus – 3:01
15. Paper Doll – 1:06
16. Dystopia – 0:57
17. Sunhammer (feat. Amon Tobin) – 3:48
18. Stigma – 3:25
19. Square Feet – 3:28
20. Browntime (piste bonus) – 5:18
21. Peacock Strut (piste bonus) – 1:51
22. Groundhog – 7:13

### Vision EP
1. Shellshock (feat. Foreign Beggars)
2. Sunhammer (feat. Amon Tobin)
3. Thursday
4. Hand Gestures (feat. Joe Seven)

### Division EP
1. Split The Atom
2. Alpha Centauri
3. Machine Gun
4. Red Heat